# NGC 3557
NGC 3557 é uma galáxia elíptica (E3) localizada na direcção da constelação de Centaurus. Possui uma declinação de -37° 32' 22" e uma ascensão recta de 11 horas, 09 minutos e 57,4 segundos.
A galáxia NGC 3557 foi descoberta em 21 de Abril de 1835 por John Herschel.